# Santa Rita do Araguaia (kommun i Brasilien)
Santa Rita do Araguaia är en kommun i Brasilien.   Den ligger i delstaten Goiás, i den centrala delen av landet, 600 km väster om huvudstaden Brasília. Antalet invånare är 6 928.
Omgivningarna runt Santa Rita do Araguaia är huvudsakligen savann. Runt Santa Rita do Araguaia är det mycket glesbefolkat, med 3 invånare per kvadratkilometer.